# Văn hóa Lý–Trần
Văn hóa Lý–Trần (hoặc ở mức độ cao hơn nữa là Văn minh Lý–Trần, hoặc được khái quát hóa lên là Thời đại Lý–Trần) là một khái niệm mang tính tổng hợp dùng để chỉ những đặc trưng văn hóa của hai triều đại quân chủ nối tiếp nhau trong lịch sử Việt Nam. Nhà Trần dưới bàn tay dàn xếp khôn ngoan của Trần Thủ Độ đã soán ngôi nhà Lý một cách tương đối yên bình, rồi sau đó tiếp tục cuộc thanh trừng hệ thống các thành viên trong hoàng tộc họ Lý. Tuy nhiên, phần lớn di sản văn hóa chính trị thời Lý được triều Trần kế thừa nguyên vẹn, đồng thời ở một số lĩnh vực có sự phát triển hoàn thiện vượt bậc hơn so với thời Lý.
Một đặc điểm của văn hóa thời Lý–Trần là tinh thần khoan hòa, cởi mở, ý thức dân tộc và dân chủ phát triển ở một tầm cao hơn hẳn các thời đại trước đó trong lịch sử Việt Nam. Nho giáo thời Lý–Trần dần gia tăng ảnh hưởng của nó trong xã hội nhưng vẫn chưa đủ sức để giành vị thế độc tôn như từ thời Lê sơ trở đi. Trong khi đó, Phật giáo từ từ mất vị thế đứng đầu vào tay Nho giáo, nhưng vẫn có một vai trò nổi bật trong đời sống tư tưởng của cả tầng lớp cai trị cũng như dân thường. Đây là những đặc điểm gần như không thấy lặp lại ở những thời kỳ sau thời đại Lý–Trần, ngoại trừ có thể là giai đoạn cầm quyền tương đối ngắn của nhà Mạc trong giai đoạn đóng đô ở Thăng Long, đặc biệt là thời thịnh trị của triều Mạc (xem chi tiết hơn ở bài viết về thời đại văn hóa Lê–Mạc).
Văn hóa Lý–Trần là một trong những giai đoạn phát triển đỉnh cao trong lịch sử văn hóa của Việt Nam. Về nhiều mặt thì văn hóa thời Lý–Trần là nền tảng khởi đầu mang tính định hình thực sự cho văn hóa truyền thống của Việt Nam thời tự chủ sau cả ngàn năm Bắc thuộc và là hình mẫu để các triều đại quân chủ Việt Nam sau này lấy để soi chiếu, sửa đổi về giáo dục, khoa cử, tôn giáo tín ngưỡng, chính trị, quân sự, văn học nghệ thuật,...
Nghiên cứu về văn hóa thời đại Lý–Trần ở Việt Nam trong nhiều năm phần lớn thiên về những mặt được xem là tích cực đáng để ca ngợi, nhưng không nhiều nghiên cứu mang tính phê bình một cách hệ thống về những mặt hạn chế

## Hình ảnh

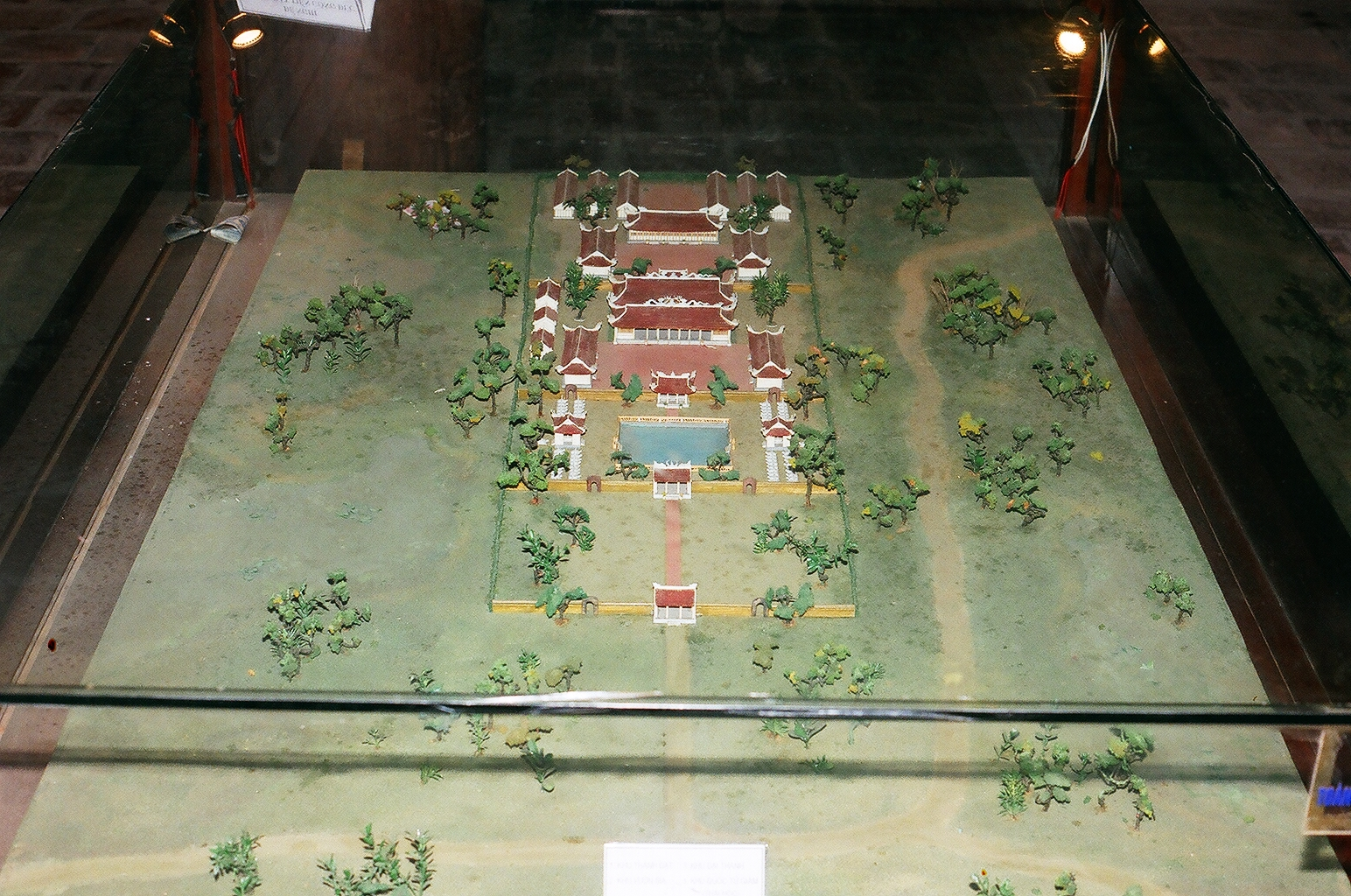
Sơ đồ kiến trúc của quần thể Văn Miếu - Quốc Tử Giám (khi chưa xây Khuê Văn Các)
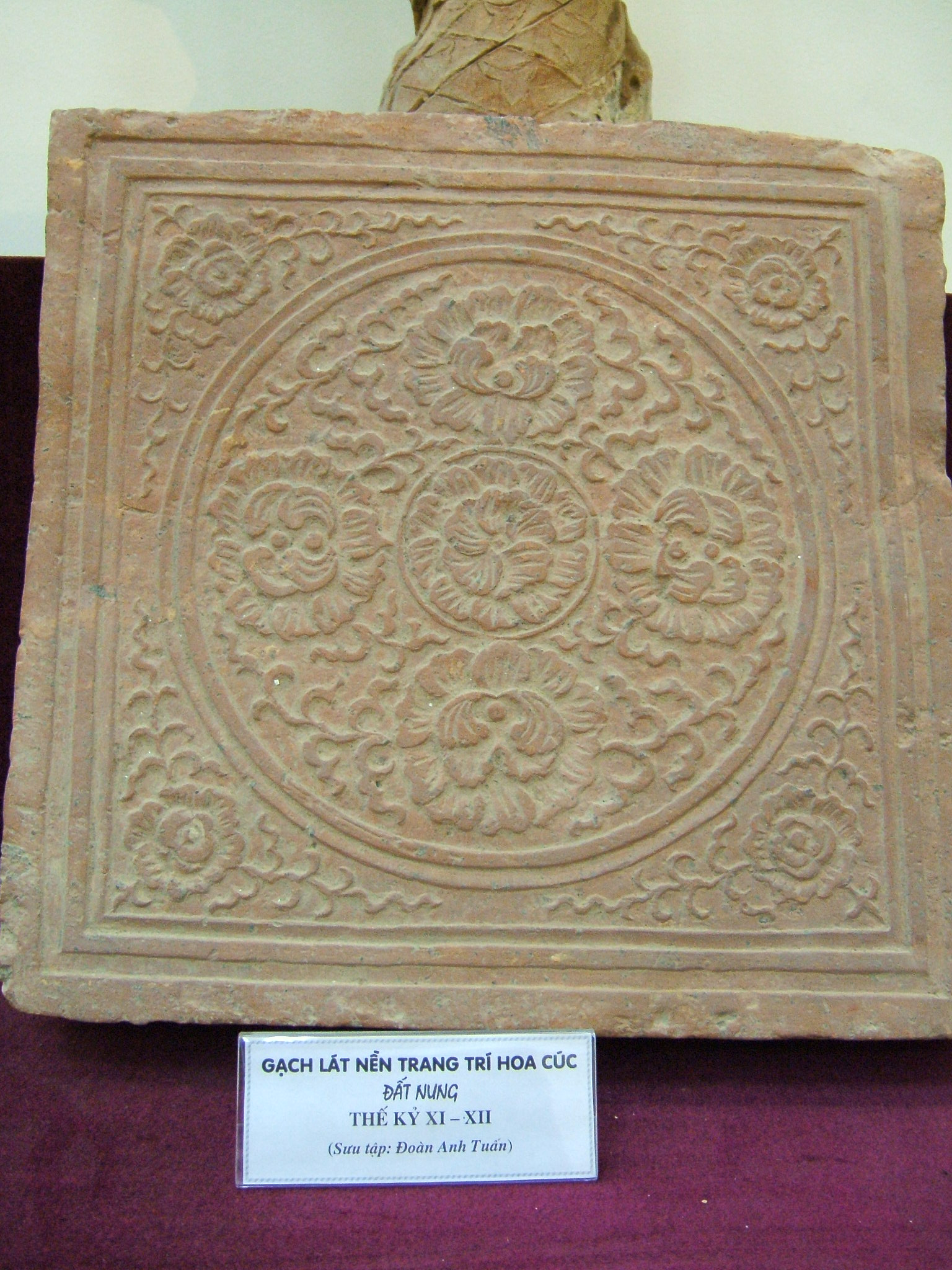
Gạch lát nền trang trí hoa cúc, thế kỷ 11-12, được tìm thấy tại Thành cổ Hà Nội
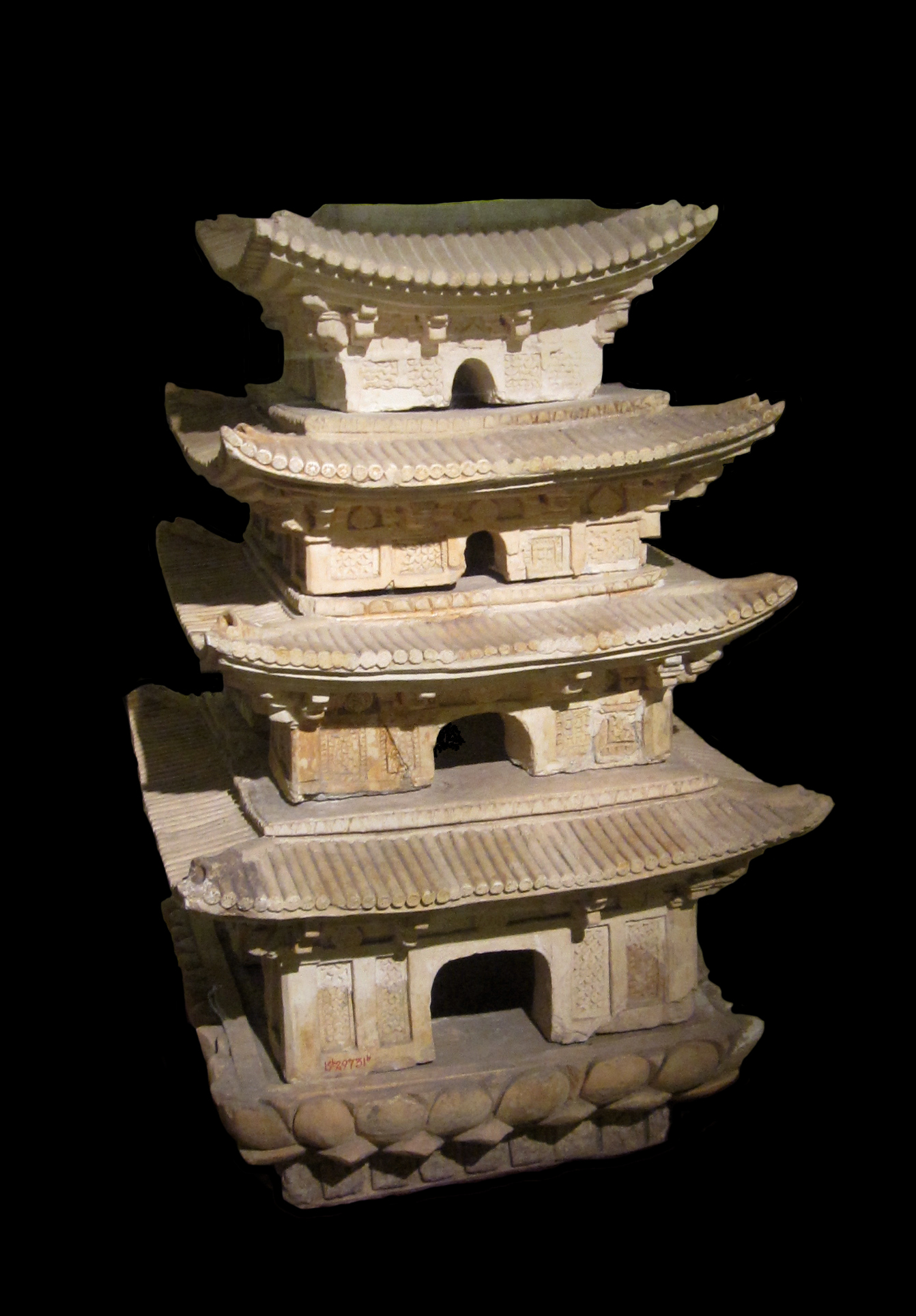
Mô hình tháp bằng đất nung thời Lý ở Viện Bảo tàng Lịch sử Việt Nam
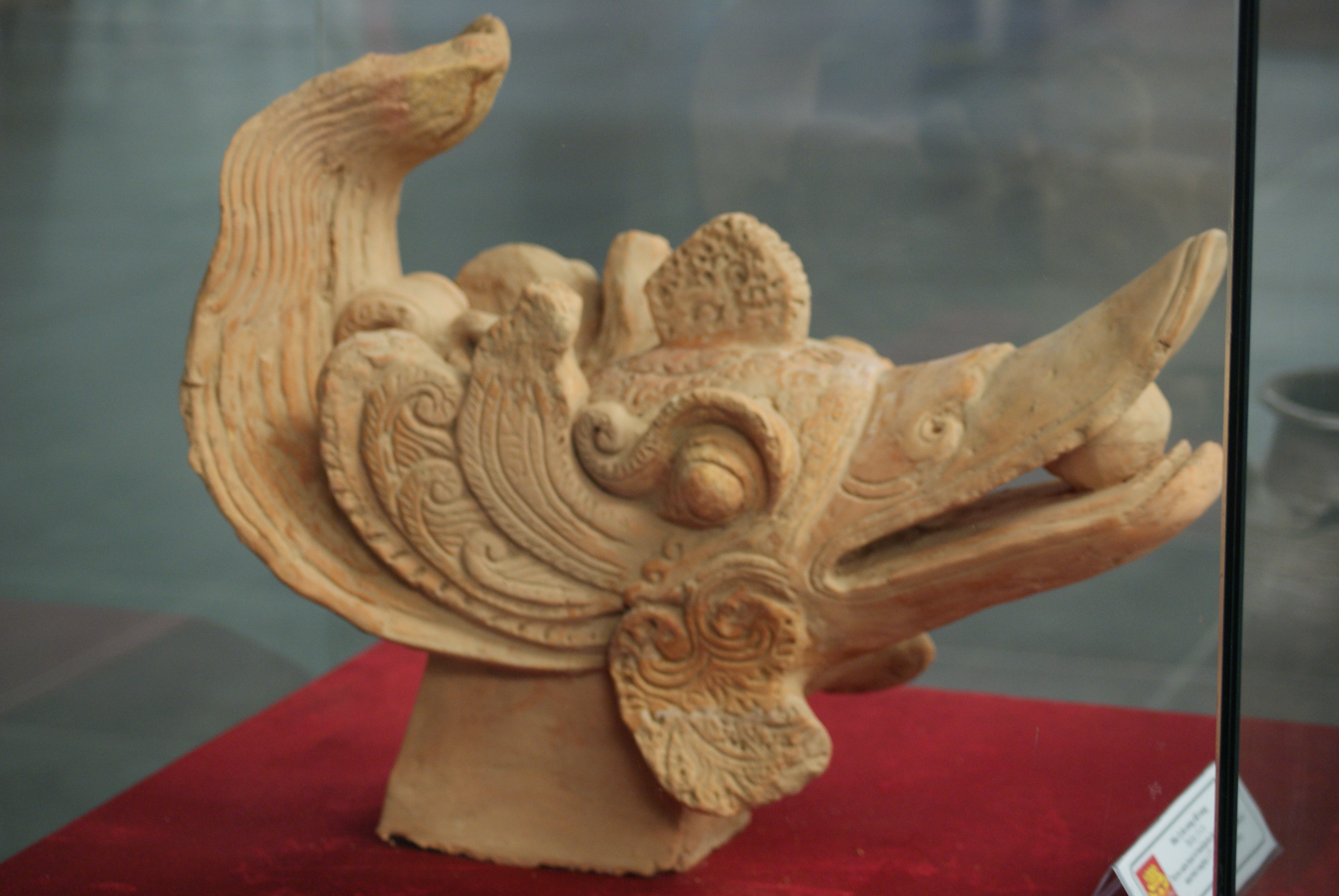
Đầu uyên ương bằng đất nung trang trí cung điện thời Trần
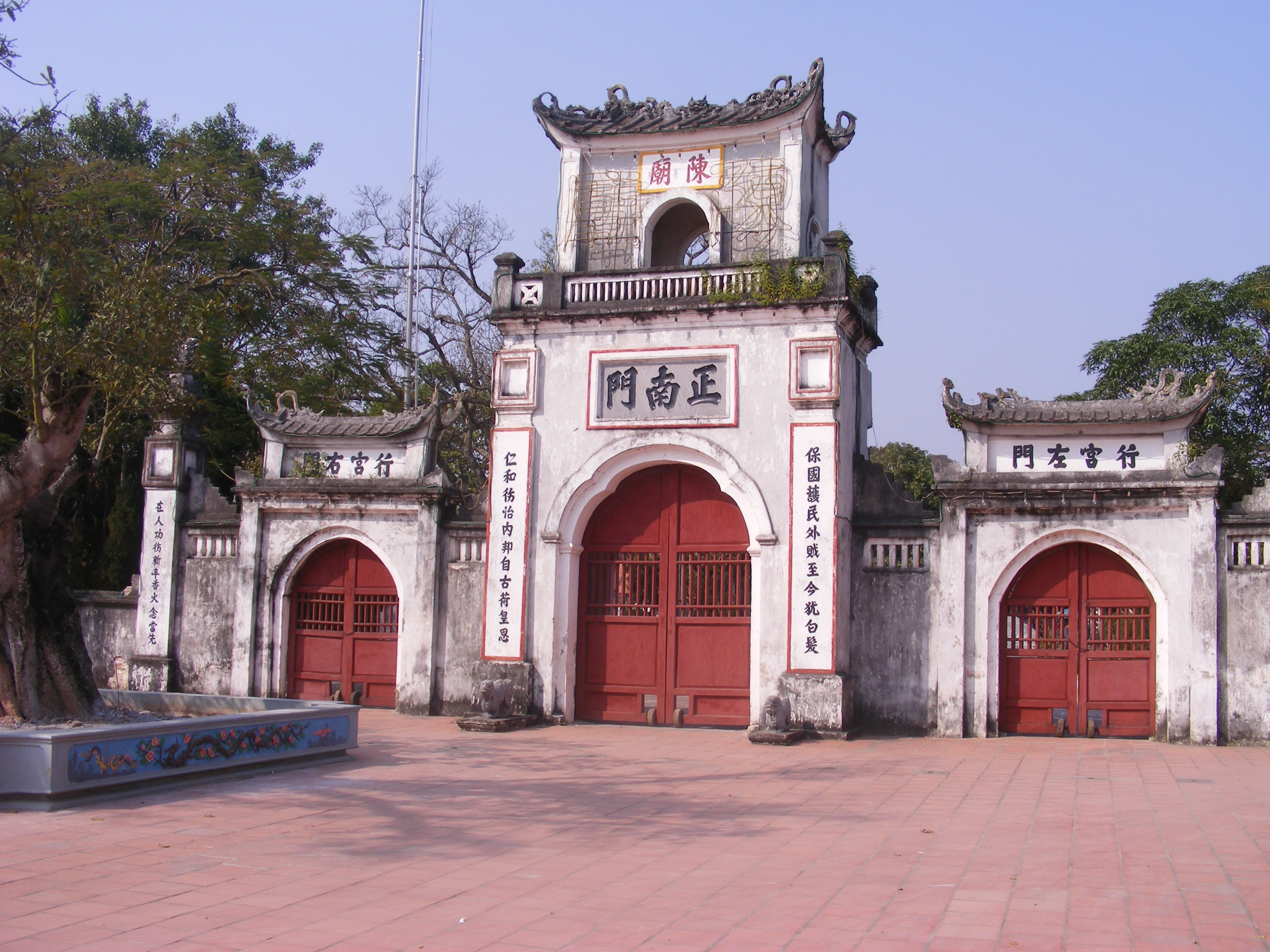
Cổng chính quần thể Đền Trần (Nam Định). Đền Trần được xây dựng từ năm 1695, trên nền Thái miếu cũ của nhà Trần đã bị quân Minh phá hủy vào thế kỷ XV